# Pasquale Stanislao Mancini

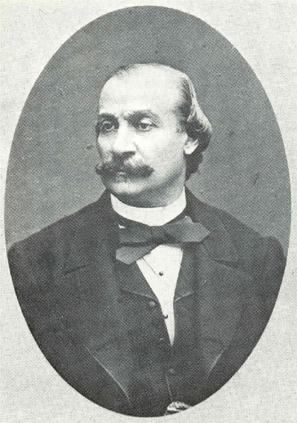
Pasquale Stanislao Mancini.

Pasquale Stanislao Mancini, född 17 mars 1817 i Castel Baronia, Kampanien, död 26 december 1883 i Rom, var en italiensk jurist och politiker. Han var gift med Laura Beatrice Mancini och far till Grazia Pierantoni-Mancini.
Mancini blev 1848 ledamot av neapolitanska parlamentet och därefter professor i internationell rätt i Turin. År 1860 blev han Arianos representant i italienska parlamentet, där han anslöt sig till vänstern. År 1872 utnämndes han till professor i straffrätt vid universitetet i Rom, och 1873 kallades han till president för det i Gent stiftade institutet för internationell rätt. 
Under tiden mars 1876 till mars 1878 var han justitie- och undervisningsminister, maj 1881 till juni 1885 utrikesminister i Agostino Depretis ministärer. Han arbetade för dödsstraffets upphävande och inledde det italienska koloniföretaget i Abessinien.